# Selskabsledelse
Selskabsledelse (på engelsk Corporate governance) betegner det system af regler, praksis og processer, som et selskab - og i videre betydning andre former for virksomheder - styres efter. Ofte anvendes begrebet i sammensætningen God selskabsledelse, der bruges om principper, der anses for optimale for at opnå et godt resultat
Et vigtigt element i selskabsledelse er en afvejning af interesserne hos de mange interessenter i en virksomhed - disse omfatter dens aktionærer, ledelse, kunder, leverandører, finansielle samarbejdspartnere og offentligheden i form af regering, lokaladministration og civilsamfundet.
Selskabsledelse omfatter rammerne for at nå en virksomheds mål. Emnet berører stort set alle aspekter af ledelse, fra handlingsplaner og intern kontrol til performance-måling og selskabsoplysninger.

## God selskabsledelse i Danmark
I Danmark er nedsat Komiteen for god Selskabsledelse, som sekretariatsbetjenes af Erhvervsstyrelsen. Den udarbejder bl.a. anbefalinger til virksomhederne i forskellige henseender.
De Økonomiske Råd udarbejdede i 1999 en analyse af sammenhængen mellem danske virksomheders ejere, styring og effektivitet. De fandt, at ejerskabet af de fleste større danske virksomheder var meget koncentreret, hvilket både medfører fordele og ulemper for virksomhedernes ageren. De påpegede, at det er vigtigt, at de institutionelle investorer som pensionskasser sørgede for at udøve aktivt ejerskab i forhold til de virksomheder, de havde større ejerandele i. De pegede også på potentielle problemer med hensyn til de mange erhvervsdrivende fonde, som er karakteristiske for Danmarks erhvervsliv.
Et par år efter, i 2001, aflagde det såkaldte Nørby-udvalg en rapport med klare anbefalinger for god selskabsledelse. Det satte vind i sejlene for begrebet herhjemme.